# Angrie (Allemagne)

Angrie dans la Saxe circa 1000 CE
Angrie
Autres parties de la Saxe
Reste du  Royaume germanique

L'Angrie (en allemand : Engern) est une région historique d'Allemagne, située dans les länder actuels de Basse-Saxe et de Rhénanie-du-Nord-Westphalie.

Blason de l'Angrie

C'était sous l'Antiquité le territoire des Angrivarii, d'où elle tire son nom. 
Elle fut ensuite le domaine de Widukind, avant de constituer la région centrale du duché de Saxe, entre la Westphalie et l'Ostphalie (voir Saxe primitive).